# Thrasybúlos
Thrasybúlos (alfabetou Θρασύβουλος, okolo 440 př. n. l. Athény – 388 př. n. l. Aspendos) byl starořecký vojevůdce a významný představitel athénské demokracie.
O Thrasybúlově životě před vstupem do armády se ví jen tolik, že jeho otec se jmenoval Lýkos a pocházel z athénské čtvrti Steiria. O jeho působení za peloponéské války podávají informace Thúkydidés a Xenofón. Podle nich byl v roce 411 př. n. l. Thrasybúlos trierarchou athénského loďstva na ostrově Samos. Odmítl podpořit oligarchický převrat, který vedl tzv. Výbor čtyř set, a po potlačení vzpoury byl za to zvolen stratégem. Díky této funkci se mu podařilo prosadit zrušení rozsudku vyhnanství pro Alkibiada, aby posílil svou armádu tímto zkušeným vojevůdcem.

Mapa Thrasybúlova povstání

Thrasybúlos vedl athénskou flotilu k vítězství v námořních bitvách u Kynosémy (411 př. n. l.), Kyzika (410 př. n. l.) a Arginusae (406 př. n. l.), celou válku však Sparta a její spojenci díky početní převaze vyhráli a roku 404 př. n. l. nastolili v Athénách loutkovou vládu zvanou Třicet tyranů, která zahájila represe proti demokraticky smýšlejícím občanům. Thrasybúlos uprchl do Théb, kde získal podporu tamního vládce Ismenia a podařilo se mu získat jako základnu pevnost Phyle (novořecky Fyli) v hornatém pohraničí Attiky; původně při něm bylo jen sedmdesát mužů, ale postupně se přidávali další. Sparťané proti Phyle vyslali trestnou výpravu, Thrasybúlovým mužům se však podařilo pobít sto dvacet útočníků a útok odrazit. To bylo začátkem roku 403 př. n. l. signálem k velkému povstání proti Třiceti tyranům, Thrasybúlovým stoupencům se podařilo obsadit Pireus, v rozhodující bitvě zabít vůdce oligarchů Kritia a obnovit v Athénách demokratické zřízení. Aby uklidnil situaci, vyhlásil Thrasybúlos amnestii na všechny činy spáchané za spartské okupace.
Thrasybúlovi se nepodařilo prosadit radikální demokratické reformy, jako bylo udělení občanství metoikům, a vlády v Athénách se nakonec ujal představitel středu Archinos. Jako výsledek snah o obnovení moci Athén vypukla roku 395 př. n. l. korintská válka. Thrasybúlos se v čele vojska vydal na maloasijské pobřeží, kde se mu podařilo dobýt Byzantion a ostrov Lesbos, při tažení do Pamfýlie byl však zabit ve svém táboře najatým vrahem.
Na paměť jeho působení ve Fyli se místní fotbalový klub jmenuje Thrasyvoulos FC (novořecký přepis jména).